# Alojz Uran

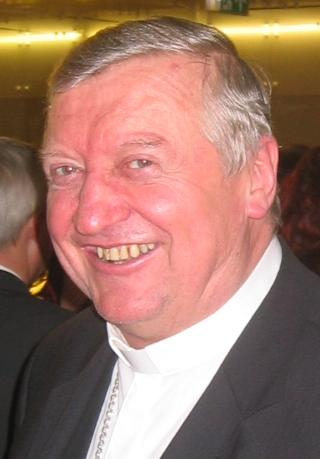
Alojz Uran (2007)

Erzbischofswappen von Alojz Uran

Alojz Uran (* 22. Januar 1945 in Ljubljana; † 11. April 2020 ebenda) war ein slowenischer römisch-katholischer Geistlicher und Erzbischof von Ljubljana.

## Leben
Alojz Uran wurde 1945 als drittes Kind einer bäuerlichen Familie geboren. Nach der Matura im Jahre 1964 studierte er an der theologischen Fakultät der Universität Ljubljana Theologie und empfing am 29. Juni 1970 durch Erzbischof Jožef Pogačnik das Sakrament der Priesterweihe. Er war als Kaplan in Ljubljana tätig. Von 1973 bis 1977 studierte er in Rom, wo er am Katechetischen Institut der Pädagogischen Fakultät der Päpstlichen Universität der Salesianer eine katechetisch-pädagogische Spezialisierung absolvierte und 1977 sein Masterstudium in Katechese für Erwachsene abschloss. Nach seiner Rückkehr nach Ljubljana wurde er im selben Jahr Rektor des Knabenseminars in St. Peter in Ljubljana. 1980 wurde er zum Pfarrer der Ljubljanaer Großpfarrei St. Veit ernannt.
Am 16. Dezember 1992 ernannte ihn Papst Johannes Paul II. zum Titularbischof von Abula und zum Weihbischof in Ljubljana. Der Papst selbst spendete ihm die Bischofsweihe am 6. Januar 1993 im Petersdom. Mitkonsekratoren waren die Kurienerzbischöfe Giovanni Battista Re, Offizial im Staatssekretariat, und Justin Francis Rigali, Sekretär der Kongregation für die Bischöfe. Sein bischöfliches Motto war „Ja, Vater.“
Am 31. Dezember 1992 wurde er zum Kanoniker und Dekan des Domkapitels und zum Erzdiakon ernannt. Er war Mitglied des Katechetischen Rates der Diözese und des Interdiözesen Rates, Mitglied und Leiter der Kommission für geistliche Berufe und Dozent an der Fakultät für Theologie und pastorale Angelegenheiten, die an der Theologischen Fakultät in Ljubljana, Novo mesto, Koper und Nova Gorica tätig ist. Er war auch Vorsitzender des Diözesankomitees für die geistlichen Berufe und Verantwortlicher der slowenischen Bischofskonferenz für die geistlichen Berufe. 1996 bereitete er den ersten Besuch des Papstes in Slowenien vor und koordinierte ihn. Von 2000 bis 2006 war er Delegierter der slowenischen Bischofskonferenz für die Seelsorge der Slowenen weltweit.
Am 25. Oktober 2004 berief ihn Johannes Paul II. zum Nachfolger von Franc Rodé als Erzbischof von Ljubljana. Alojz Uran war der 34. Bischof des Erzbistums Ljubljana und der fünfte Ljubljanaer Metropolit. 2004 wurde er zum stellvertretenden Vorsitzenden und 2007 zum Vorsitzender der Slowenischen Bischofskonferenz gewählt. Als Erzbischof von Ljubljana war er Großkanzler der Theologischen Fakultät der Universität von Ljubljana. 2005 erfolgte die Aufnahme in die Europäische Akademie der Wissenschaften und Künste.
Am 28. November 2009 nahm Papst Benedikt XVI. sein aus gesundheitlichen Gründen vorgebrachtes Rücktrittsgesuch an. Er starb im April 2020 an gesundheitlichen Problemen infolge zweier Herzoperationen.